# Ben Tulett
Ben Samuel Tulett , né le 26 août 2001 à Sevenoaks, est un coureur cycliste britannique. Il participe à des compétitions de cyclo-cross et de cyclisme sur route. Il est notamment double champion du monde de cyclo-cross juniors en 2018 et 2019.

## Biographie
Son frère Daniel (né en 1999) a également été coureur cycliste.
Ben Tulett est issu du cyclo-cross comme son compatriote Tom Pidcock. Il remporte le titre mondial de la spécialité au niveau junior (moins de 19 ans) à deux reprises en 2018 et 2019. 
En 2020, il saute les rangs espoirs pour passer professionnel au sein de l'équipe néerlandaise Alpecin-Fenix. Il montre rapidement son potentiel sur route, notamment dans les classiques ardennaises. En octobre, il devient à 19 ans le plus jeune coureur depuis plus de 100 ans à terminer Liège-Bastogne-Liège. En avril 2021, il se révèle en se classant 17e de l'Amstel Gold Race et surtout 12e de la Flèche wallonne. En août, il termine à la neuvième place au classement général du Tour de Pologne. Il s'agit de son premier top 10 sur une course du World Tour. Un mois plus tard, il est annoncé qu'il rejoint l'équipe britannique Ineos Grenadiers à partir de 2022.

## Palmarès et classements mondiaux sur route

### Par années
- 2018
  -  Champion de Grande-Bretagne sur route juniors
  - Classement général du Tour du Pays de Galles juniors
  - 3e de la Ronde des vallées
- 2021
  - 9e du Tour de Pologne
- 2022
  - 3e étape de la Semaine internationale Coppi et Bartali
  - 2e de la Semaine internationale Coppi et Bartali
  - 5e du Tour de Pologne
- 2023
  - Tour de Norvège : 
    - Classement général
    - Prologue

  - 2e du Tour de Hongrie
- 2025
  - Semaine internationale Coppi et Bartali : 
    - Classement général
    - 4e étape

  - 2e de Milan-Turin
  - 3e de la Drôme Classic
  - 3e du Tour de l'Ain

### Résultats dans les grands tours

#### Tour d'Italie
1 participation
- 2022 : 36e

### Classements mondiaux
| Année                                 | 2020 | 2021 | 2022 | 2023 | 2024  |
| ------------------------------------- | ---- | ---- | ---- | ---- | ----- |
| Classement mondial                    | 569e | 271e | 201e | 190e | 1444e |
| UCI Europe Tour                       | 464e | 229e | 164e | nc   | nc    |
|                                       |      |      |      |      |       |
| Légende : nc = non classéSource : UCI |      |      |      |      |       |

## Palmarès en cyclo-cross
- 2017-2018
  -  Champion du monde de cyclo-cross juniors
  - Trophée des AP Assurances juniors #2, Koppenbergcross
  - Druivencross juniors
  -  Médaillé de bronze du championnat d'Europe de cyclo-cross juniors
  - 2e du championnat de Grande-Bretagne de cyclo-cross juniors
  - 9e de la Coupe du monde de cyclo-cross juniors
- 2018-2019
  -  Champion du monde de cyclo-cross juniors
  -  Champion de Grande-Bretagne de cyclo-cross juniors
- 2019-2020
  -  Champion de Grande-Bretagne de cyclo-cross espoirs
  - 2e du championnat de Grande-Bretagne de cyclo-cross